# Portada/article juny 11

## El jurament dels Horacis
El jurament dels Horacis (en francès Le Serment des Horaces) és una obra de Jacques-Louis David realitzada el 1784, uns anys abans de la Revolució Francesa. El quadre fa 330 x 425 cm i es conserva al Museu del Louvre. Se'l considera el paradigma de la pintura neoclàssica.
La pintura representa la «salutació romana», amb el braç estès i el palmell cap avall. El tema de la pintura està basat en la llegenda dels Horacis i els Curiacis, llegenda relatada per Tit Livi a la seva obra Ab Urbe Condita, i té una perspectiva patriòtica i neoclàssica; més tard es va convertir en un model a seguir per pintors posteriors. L'èxit de l'obra va incrementar la fama de l'autor, i li va permetre mantenir els seus propis estudiants.